# Dolinsk
Dolinsk (rusky Долинск) je město v Sachalinské oblasti v Ruské federaci. Při sčítání lidu v roce 2010 měl přes dvanáct tisíc obyvatel.

## Poloha a doprava
Dolinsk leží v jihovýchodní části Sachalinu na východním okraji údolí řeky Najby nedaleko míst, kde se spolu stékají Bolšoj Takoj a Zalom a Bolšoj Takoj následně ústí do Najby. Od pobřeží Ochotského moře je Dolinsk vzdálen přibližně deset kilometrů na jihozápad, po proudu Najby je to k ústí do moře přibližně dvacet kilometrů na sever.
Od Južno-Sachalinsku, správního střediska oblasti, je Dolinsk vzdálen zhruba 45 kilometrů severně. V severojižním směru vede přes Dolinsk Sachalinská železnice z Južno-Sachalinsku do obce Nogliki na severu.
Přibližně osm kilometrů jižně od města leží letecká základna Sokol-Dolinsk.

## Dějiny
Původně zde bylo sídlo Ainuů. Rusové zde v roce 1884 založili vesnici pojmenovanou Galkino-Vrasskoje. Jako celá oblast okolo, i zdejší vesnice připadla po roce 1905 po Portsmouthské smlouvě Japonskému císařství, které vesnici pojmenovalo japonsky 落合町. Když po druhé světové válce získal městečko Sovětský svaz, bylo v roce 1946 přejmenováno na Dolinsk.

### Rodáci
- Larisa Leonidovna Petriková (* 1949), gymnastka